# COGAG

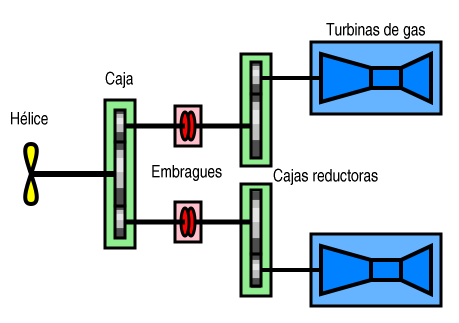
Esquema d'un sistema de propulsió COGAG.

 COGAG (COmbined Gas And Gas - combinat gas i gas) és un tipus de sistema de propulsió naval per a naus que utilitzen dobles turbines de gas vinculades a un únic arbre d'hèlix. Un sistema de transmissió i embragatges permet que qualsevol d'aquestes, o ambdues simultàniament, impulsin l'arbre.
Utilitza dues turbines de gas presenta l'avantatge de disposar de dos configuracions de potència diferents. L'eficiència de combustible de les turbines de gas és millor prop del seu màxim nivell de potència, de manera que una turbina petita operant a màxima capacitat és més eficient que una de doble potència operant a la meitat de velocitat. Això permet un trànsit més econòmic a velocitats de creuer.
En comparació amb els sistemes CODAG (combinat dièsel i gas) o CODOG (combinat dièsel o gas), els sistemes COGAG ocupen menys espai, però són menys eficients a velocitat de creuer, i una mica menys eficients que els CODAG per ràfegues d'alta velocitat.
Sistemes COGAG equipen als portaavions de la classe Invincible de la Royal Navy.